# Rylec (narzędzie)

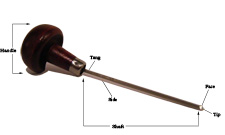
Rylec grawerski w oprawce grzybkowej

Rylec – narzędzie do rytowania używane w niektórych technikach graficznych, zwłaszcza w miedziorycie i drzeworycie.
Rylec składa się z osadzonego w grzybkowatym uchwycie stalowego ostrza o przekroju rombowym lub kwadratowym (używanym w miedziorytnictwie) albo klinowym, półokrągłym, płaskim lub wielokrotnym (używanym w drzeworytnictwie). Samo ostrze składa się z lica (część czołowa), brzuśca (dolna krawędź) i grzbietu (górna krawędź), którego rozchylenie boków decyduje o szerokości wycinanych kresek.
Rylec grawerski – jest narzędziem grawera i jubilera. Wykonany jest ze stali narzędziowej, w formie pręta o rozmaitych przekrojach – dostosowanych do wykonywania określonego rytu. Rylec oprawiony bywa zazwyczaj w drewnianą oprawkę mającą kształt grzybka lub kuli. Końcówka grotu rylca ostrzona jest pod kątem ostrym. Przy pomocy tego narzędzia wykonywane są prace zdobnicze na powierzchni metalu – m.in. takie jak: grawerowanie monogramów czy ornamentów.